# Институт за технологију нуклеарних и других минералних сировина
Институт за технологију нуклеарних и других минералних сировина (скраћеница:ИТНМС) налази се у Булевару Франше д’Епереа 86., Београд, Република Србија.

## Историјат
Институт за технологију нуклеарних и других минералних сировина (скраћеница:ИТНМС) основан је 1948. године Уредбом Владе ФНРЈ. Овом Уредбом, марта 1948. године. основана је Управа за координацију научних института при Председништву исте владе.
Јуна 1955. године, након низа трансформација,коначно се доноси ново Решење о оснивању Института за технологију нуклеарних минералних сировина од стране Савезног извршног већа. У том периоду, када се развија нуклеарна наука, овај Институт је био носилац истраживања концентрације и прераде руда обојених, племенитих и ретких метала. Решењем се утврђује да је задатак Института вршење технолошких испитивања и истраживање минералних, првенствено нуклеарних сировина.
1961. године, доноси се нова Уредба , којом се први пут помиње израз нуклеарни као делатност. 
Најзад, у јануару 1966. године „Завод за нуклеарне сировине“ се дели у два дела и јасно се профилише „Институт за технологију нуклеарних и других минералних сировина“.
1968. године практично се одустаје од развоја нуклеарног програма у нашој земљи, а „Институт за технологију нуклеарних и других минералних сировина“ усмерава своју делатност на успостављању директне сарадње са привредом, проширењу делатности у област неметаличних сировина, обојених и ретких метала, заштите животне средине, инжењеризацији техничко-технолошких решења, консалтинга и инжењеринга. Посебна пажња посвећује се у области аналитичке хемије и карактеризације уопште.
1991. године ИТНМС се региструје као јединствена научноистраживачка организација у статусу научног института. Према Закону о научноистраживачком раду из 1993. год. Институт је регистрован у статусу научне државне установе (Решење Министарства за науку и технологију Републике Србије бр. 660-2-199/93 од 1.4.1994. год.).
У складу са Законом о класификацији делатности и регистру јединица разврставања ИТНМС је уписан у судски регистар, регистарског улошка бр 5-329-00, од 10.2.1999. са проширењем делатности од 27.05.2003. год.
ИТНМС је је акредитован 12.03.2007. године од стране Министарства науке и заштите животне средине, Решењем о испуњености услова за обављање научноистраживачке делатности од општег интереса, бр.110-00-34/24 и обновио акредитацију 12.01.2016. године, решењем Министарства просвете, науке и технолошког развоја бр. 660-01-00013/18 од 12.01.2016. год.
Институт сарађује са бројним научним и образовним организацијама у Србији,и потписник је Уговора о пословни техничкој сарадњи са Техничким факултетом У Бору.

## Организација
Услови за систематски, квалитетан и ефикасан научноистраживачки рад и развој научноистраживачке делатности обезбеђују се Организацијом Института.
За обављање научноистраживачког рада образована су сектори: 
- Сектор за припрему минералних сировина и неорганску технологију,
- Сектор за металуршке технологије и заштиту животне средине и
- Централна лабораторија за испитивања.

Такође у Институту постоје друге организационе целине у оквиру сектора, и то су: 
центри и лабораторије.
За обављање послова менаџмента системом квалитета и административно-техничких послова организују се службе Института.

## Делатност института
У складу са важећом Политиком научног и технолошког развоја Републике Србије, ИТНМС се бави фундаменталним, примењеним и развојним истраживањима до комплетних техничко-технолошких решења и производње различитих материјала у домену:
- технологија за припрему и концентрацију металичних, неметаличних и енергетских сировина,
- неорганске хемијске технологије,
- металуршких технологија,
- хемијске, електрохемијске и механохемијске синтезе,
- хемијског инжењерства,
- заштите и очувања животне средине,
- хемијска, физичка, физичко-хемијска, минералошка испитивања,
- експерименталне производње, и увођења нових техничко-технолошких решења у индустрију.

Научноистраживажка активност је основни и најекстензивнији део рада у ИТНМС. У складу са Стратегијом дугорочног развоја ИТНМС, научноистраживачка делатност се одвија у оквиру:
- програма основних истраживања,
- програма техничко-технолошког и иновативног развоја,
- програма технолошке примене и верификације научно-истраживачких резултата (полуиндустријска и индустријска истраживања; сопствена експериментална производња; израда технолошко-техничке документације).

За решавање оваквих сложених развојних мултидисциплинарних технолошких проблема, користе се услуге  Централне лабораторије за испитивања у домену физичко–хемијских, хемијских, минералошких испитивања и у области припреме минералних сировина. Централна лабораторија за испитивања осим интерних услуга пружа и услуге екстерног карактера.

## Издавачка делатност ИТНМС
Институт такође има развијену и издавачку делатност. Бројне монографије издате су од стране овог Института, а посебно место заузима:”ИТНМС 65 година са вама 1948-2013”, уредник Александар М. Спасић, Београд 2013. године.

## Запослени
Институт данас има 76 запослених, од тога 51 са високом стручном спремом (27доктора наука,18 доктораната и магистара,4 стручна саветника, дипл.економиста и дипл.правник)